# Braubach
Braubach – miasto w Niemczech, w kraju związkowym Nadrenia-Palatynat, w powiecie Rhein-Lahn, wchodzi w skład gminy związkowej Loreley. Do 30 czerwca 2012 miasto było siedzibą gminy związkowej Braubach.

## Historia
Pierwsza wzmianka o miejscowości dotycząca tutejszych winnic pochodzi z 691 roku.

## Zabytki
- średniowieczna starówka z brukowanymi ulicami[1];
- zamek Phillipsburg zbudowany w latach 1568–1571 przez władcę Hesji Filipa II.

W pobliżu Braubach położony jest też zamek Marksburg.

## Gospodarka
W mieście rozwinął się przemysł hutniczy oraz winiarski.

## Współpraca
Miejscowość partnerska:
- Beilngries, Bawaria[3]
- Villeneuve-sur-Yonne, Francja